# Rhinos Milano
I Rhinos Milano sono una squadra di football americano di Milano. La società, fondata nel 1976 a Piacenza col nome Pantere Rosa assume l'attuale denominazione nel settembre dello stesso anno. Il primo presidente dei Rhinos, Giovanni "Gionni" Colombo è stato il primo presidente della Federazione Football Italiana, e a tutt'oggi il trofeo in palio nella finale di campionato (Superbowl Italiano) è intitolato a suo nome (Gionni Colombo Trophy).

## Storia

### La nascita di una dinastia

I Rhinos festeggiano il successo nel III Super Bowl Italiano, finale play-off del campionato AIFA 1983, che valse il terzo scudetto consecutivo; in primo piano, il quarterback Lino Benezzoli.

La storia della società milanese inizia nel lontano 1977 quando a Piacenza nascono le Pantere Rosa, la prima squadra di football americano italiana, che diventano Rhinos pochi mesi dopo trasferendosi a Milano dove cominciano la loro attività sportiva grazie anche alla contemporanea costituzione di un'altra squadra di football: i Frogs Busto Arsizio.
Per i Rhinos comincia così l'avventura nel football americano "made in Italy". Nei primi anni la squadra partecipa ai tornei della NIFL (North Italian Football League), il torneo disputato dalle squadre delle basi NATO nella penisola italiana, e nel 1978 disputano il primo incontro in assoluto tra due squadre italiane, con i Frogs Busto Arsizio. La partita finisce con il risultato di 34-0 per i Rhinos.
Dal 1978 al 1980 vengono disputate amichevoli con i Frogs e con le nuove realtà nascenti nella penisola: Rams Milano, Aquile Ferrara e Giaguari Torino. Queste cinque squadre fondarono nel 1980 l'AIFA (Associazione Italiana Football Americano) e diedero il via, nel 1981 al primo campionato nazionale. Nei primi tre anni di vita dell'AIFA sono i Rhinos a farla da padrone vincendo il Superbowl per tre volte di fila ('81, '82, '83) imponendosi sui Frogs le prime due volte ('81 e '82) e sui Warriors Bologna la terza ('83). Negli anni successivi i Rhinos perdono forse gli stimoli che li avevano portati a dominare i primi campionati, e causa anche il ricambio generazionale e l'esplosione del football in Italia, vivono un po' di rendita alternando buone e mediocri stagioni, ma quasi sempre comunque riuscendo a centrare l'obiettivo play off.

### Gli anni '90, l'ultimo trofeo e il declino
Il risveglio dei rinoceronti avviene nel 1990, dopo 7 anni infatti i Rhinos riescono a vincere ancora il Superbowl pareggiando i conti con gli acerrimi rivali dei Frogs Legnano, che nel frattempo dominano ed arrivano a 4 successi nel Superbowl come i milanesi. Purtroppo la fine della stagione 1990 segna anche l'inizio della fine dei Rhinos ed il declino del football italiano in generale.
Si chiude un ciclo, un'epoca ricca di successi, con la vittoria del Superbowl a Rimini proprio contro i Frogs per 33 a 6. Non c'è storia in quella partita, ma pochi mesi dopo l'exploit, la società deve chiudere e i pluricampioni d'Italia da quel momento spariscono nel nulla, perdendo anche l'occasione di debuttare in Europa nell'Eurobowl, la coppa dei campioni europea di football americano.
I Rhinos quindi escono di scena lasciando un buco enorme nel campionato italiano e tutti i giocatori milanesi vanno a confluire nelle altre squadre rafforzandole e portandole a risultati anche pregevoli (Pythons Milano e Pharaones Garbagnate). Bisogna aspettare il 1994 per rivedere i Rhinos di nuovo in campo. Nuovi colori sociali e nuova dirigenza, tuttavia il prezzo da pagare per riesumare il glorioso rinoceronte è altissimo: il sacrificio di due squadre milanesi che tanto avevano dato al football negli anni passati. Si fondono infatti i Pythons Milano ed i Pharaones Nord Milano (Garbagnate), Campioni d'Italia nel 1992.
I nuovi Rhinos non perdono il momento ed arrivano subito al Superbowl, ma il 1994 vede capitolare i milanesi per la prima volta nelle loro cinque apparizioni ed il trofeo va ai Frogs Legnano per 34-27. La sconfitta al Superbowl del '94 ha un impatto durissimo sulla squadra milanese che macina ancora 4 stagioni di livello non eccelso, chiudendo i battenti per la seconda volta, alla fine del campionato del 1998 dopo sole cinque stagioni.

### Il nuovo secolo e la rinascita dalle ceneri
Grazie alla volontà ed allo spirito di cinque amici (Massimo Boschi, Federico Fiorentino, Giovanni Ganci, Fabio Gentile e Roberto Rizza), i Rhinos Milano ricominciano la loro attività sul finire del 2000 con una squadra di flag football. I nuovi Rhinos del XXI secolo cominciano facendo amichevoli con le squadre di Piemonte, Liguria ed Emilia-Romagna, ma la fame di football a Milano è tanta e nel 2001 comincia il reclutamento per la squadra tackle.
Contestualmente, insieme alle nascenti (o rinascenti) squadre del nord ovest (Chargers Novi Ligure, Centurions Alessandria, Squali Genova e Neptunes Bologna), i Rhinos sono una delle cinque "stelle" che fondano la North Western Conference (NWC), una lega di football americano in seno alla FIAF ma limitata all'area del nord ovest con l'eccezione dei Neptunes Bologna.
I Rhinos Milano partecipano a 3 campionati della NWC prima di fare il salto di categoria, vincendo il NWC Bowl II nel 2003 a Novara battendo i Chargers Novi Ligure per 35-12 e perdendo l'anno successivo, sempre a Novara, nel NWC Bowl III per 22-7 contro i Red Jackets Sarzana.
Nel 2005 i Rhinos approdano quindi in Serie A2 facendo il loro esordio all'Arena di Milano davanti a quasi 1000 spettatori e battendo i Draghi Udine 18-14 in una partita rocambolesca che li vedeva sotto di 14-0 a metà incontro.
L'avventura dei Rhinos in Serie A2 dura due anni, nel 2006 infatti la squadra milanese vince il proprio girone con un record di 6-1 ed arriva fino alla semifinale (persa contro gli Hogs Reggio Emilia per 42-0). A fine campionato i Rhinos si classificano terzi ed acquisiscono il diritto ad accedere alla Serie A1 a causa della defezione di Hogs Reggio Emilia (vincitori del campionato di A2) e degli Skorpions Varese (finalisti).
Dal 2007 i Rhinos Milano tornano quindi nella massima serie e ritornano ai playoff nel 2012, dopo 5 stagioni di purgatorio, dopo una stagione da protagonisti che li vede terminare il campionato con un record di 8-3 ed un quarto posto ad una sola vittoria di differenza dai Panthers Parma, futuri campioni d'Italia. Il turno di playoff sarà fatale ai rinoceronti che perderanno in casa contro i Giants Bolzano 21-7.
Il 2016 è l'anno dell'ennesima perfect season (13 vittorie in 13 partite) culminata nell'Italian Bowl disputato a Cesena vinto contro i Giants Bolzano per 44-18.
Nel 2017 i Rhinos Milano perdono l'imbattibilità nel campionato italiano dopo 25 partite vinte consecutivamente perdendo la finale scudetto (Italian Bowl 2017) contro i Seamen Milano per 37-29.

## Dettaglio stagioni

### Tornei nazionali

#### Campionato

##### Serie A/Serie A1/Golden League/IFL/Prima Divisione
| Stagione | regular season | regular season | regular season | regular season | regular season | regular season | playoff | playoff | playoff | playoff | playoff | playoff            | playoff          |
|          | Vin            | Par            | Per            | Tot            | PF             | PS             | Vin     | Per     | Tot     | PF      | PS      | risultato          | avversaria       |
| -------- | -------------- | -------------- | -------------- | -------------- | -------------- | -------------- | ------- | ------- | ------- | ------- | ------- | ------------------ | ---------------- |
| 1981     | 8              | 0              | 0              | 8              | 165            | 52             | 1       | 0       | 1       | 24      | 8       | Campioni           | Frogs Gallarate  |
| 1982     | 9              | 0              | 1              | 10             | 303            | 44             | 2       | 0       | 2       | 33      | 0       | Campioni           | Frogs Gallarate  |
| 1983     | 10             | 0              | 0              | 10             | 334            | 28             | 3       | 0       | 3       | 68      | 20      | Campioni           | Warriors Bologna |
| 1984     | 4              | 2              | 4              | 10             | 135            | 81             | -       | -       | -       | -       | -       | -                  | -                |
| 1985     | 7              | 1              | 4              | 12             | 147            | 83             | 1       | 1       | 2       | 27      | 24      | Quarti di finale   | Panthers Parma   |
| 1986     | 7              | 1              | 2              | 10             | 163            | 33             | 2       | 1       | 3       | 44      | 35      | Semifinale         | Angels Pesaro    |
| 1987     | 10             | 0              | 2              | 12             | 429            | 129            | 1       | 1       | 2       | 28      | 36      | Quarti di finale   | Seamen Milano    |
| 1988     | 11             | 0              | 1              | 12             | 329            | 145            | 2       | 1       | 3       | 82      | 56      | Semifinale         | Warriors Bologna |
| 1989     | 9              | 0              | 3              | 12             | 377            | 156            | 1       | 1       | 2       | 52      | 27      | Quarti di finale   | Chiefs Ravenna   |
| 1990     | 11             | 0              | 1              | 12             | 482            | 129            | 3       | 0       | 3       | 123     | 26      | Campioni           | Frogs Legnano    |
| 1994     | 8              | 1              | 1              | 10             | 187            | 113            | 1       | 1       | 2       | 62      | 58      | Superbowl Italiano | Frogs Legnano    |
| 1995     | 6              | 1              | 5              | 12             | 278            | 268            | 0       | 1       | 1       | 14      | 32      | Quarti di finale   | Phoenix Bologna  |
| 1996     | 3              | 0              | 9              | 12             | 178            | 316            | -       | -       | -       | -       | -       | -                  | -                |
| 1997     | 4              | 0              | 6              | 10             | 190            | 184            | 0       | 1       | 1       | 13      | 21      | Quarti di finale   | Lions Bergamo    |
| 1998     | 2              | 0              | 8              | 10             | 134            | 376            | -       | -       | -       | -       | -       | -                  | -                |
| 2007     | 1              | 0              | 6              | 7              | 114            | 247            | -       | -       | -       | -       | -       | -                  | -                |
| 2008     | 4              | 0              | 6              | 10             | 260            | 291            | -       | -       | -       | -       | -       | -                  | -                |
| 2009     | 4              | 0              | 5              | 9              | 213            | 244            | -       | -       | -       | -       | -       | -                  | -                |
| 2010     | 4              | 0              | 4              | 8              | 234            | 199            | -       | -       | -       | -       | -       | -                  | -                |
| 2011     | 5              | 0              | 4              | 9              | 456            | 309            | -       | -       | -       | -       | -       | -                  | -                |
| 2012     | 8              | 0              | 3              | 11             | 347            | 281            | 0       | 1       | 1       | 7       | 21      | Quarti di finale   | Giants Bolzano   |
| 2013     | 2              | 0              | 6              | 8              | 155            | 175            | -       | -       | -       | -       | -       | -                  | -                |
| 2014     | 5              | 0              | 5              | 10             | 169            | 284            | -       | -       | -       | -       | -       | -                  | -                |
| 2015     | 5              | 0              | 5              | 10             | 230            | 235            | 1       | 1       | 2       | 60      | 45      | Semifinale         | Seamen Milano    |
| 2016     | 10             | 0              | 0              | 10             | 336            | 213            | 3       | 0       | 3       | 156     | 84      | Campioni           | Giants Bolzano   |
| 2017     | 10             | 0              | 0              | 10             | 381            | 108            | 1       | 1       | 2       | 85      | 63      | Italian Bowl       | Seamen Milano    |
| 2018     | 4              | 0              | 6              | 10             | 265            | 277            | -       | -       | -       | -       | -       | -                  | -                |
| 2021     | 1              | 0              | 7              | 8              | 230            | 329            | -       | -       | -       | -       | -       | -                  | -                |
| 2022     | 2              | 0              | 6              | 8              | 148            | 281            | -       | -       | -       | -       | -       | -                  | -                |
| 2023     | 4              | 0              | 4              | 8              | 154            | 234            | -       | -       | -       | -       | -       | -                  | -                |
| 2024     | 2              | 0              | 6              | 8              | 246            | 261            | -       | -       | -       | -       | -       | -                  | -                |
| Totale   | 180            | 6              | 120            | 307            | 7669           | 6095           | 21      | 11      | 32      | 878     | 556     |                    |                  |

##### Serie B (secondo livello)/Serie A2/LENAF/Seconda Divisione
| Stagione | regular season | regular season | regular season | regular season | regular season | regular season | playoff | playoff | playoff | playoff | playoff | playoff          | playoff            |
|          | Vin            | Par            | Per            | Tot            | PF             | PS             | Vin     | Per     | Tot     | PF      | PS      | risultato        | avversaria         |
| -------- | -------------- | -------------- | -------------- | -------------- | -------------- | -------------- | ------- | ------- | ------- | ------- | ------- | ---------------- | ------------------ |
| 2005     | 3              | 0              | 4              | 7              | 61             | 98             | 0       | 1       | 1       | 0       | 28      | Quarti di finale | Guelfi Firenze     |
| 2006     | 6              | 0              | 1              | 7              | 205            | 80             | 2       | 1       | 3       | 59      | 95      | Semifinale       | Hogs Reggio Emilia |
| 2008     | 0              | 0              | 8              | 8              | 78             | 226            | -       | -       | -       | -       | -       | -                | -                  |
| 2019     | 8              | 0              | 0              | 8              | 265            | 80             | 3       | 0       | 3       | 100     | 30      | Campioni         | Pretoriani Roma    |
| Totale   | 17             | 0              | 13             | 30             | 609            | 484            | 5       | 2       | 7       | 159     | 153     |                  |                    |

##### Serie B (terzo livello)/CIF9
| Stagione | regular season | regular season | regular season | regular season | regular season | regular season | playoff | playoff | playoff | playoff | playoff | playoff   | playoff       |
|          | Vin            | Par            | Per            | Tot            | PF             | PS             | Vin     | Per     | Tot     | PF      | PS      | risultato | avversaria    |
| -------- | -------------- | -------------- | -------------- | -------------- | -------------- | -------------- | ------- | ------- | ------- | ------- | ------- | --------- | ------------- |
| 2007     | 3              | 0              | 3              | 6              | 126            | 110            | 0       | 1       | 1       | 20      | 27      | Wild Card | Frogs Legnano |
| 2011     | 2              | 0              | 4              | 6              | 114            | 202            | -       | -       | -       | -       | -       | -         | -             |
| Totale   | 5              | 0              | 7              | 12             | 240            | 312            | 0       | 1       | 1       | 20      | 27      |           |               |

### Tornei internazionali

#### European Football League (dal 2014)
| Stagione | regular season | regular season | regular season | regular season | regular season | regular season | playoff | playoff | playoff | playoff | playoff | playoff   | playoff                  |
|          | Vin            | Par            | Per            | Tot            | PF             | PS             | Vin     | Per     | Tot     | PF      | PS      | risultato | avversaria               |
| -------- | -------------- | -------------- | -------------- | -------------- | -------------- | -------------- | ------- | ------- | ------- | ------- | ------- | --------- | ------------------------ |
| 2017     | 2              | 0              | 0              | 2              | 64             | 27             | 0       | 1       | 1       | 20      | 29      | EFL Bowl  | Black Panthers de Thonon |
| Totale   | 2              | 0              | 0              | 2              | 64             | 27             | 0       | 1       | 1       | 20      | 29      |           |                          |

Fonti: Enciclopedia del Football - A cura di Roberto Mezzetti

#### EFAF Cup
| Stagione | regular season | regular season | regular season | regular season | regular season | regular season | playoff | playoff | playoff | playoff | playoff | playoff   | playoff    |
|          | Vin            | Par            | Per            | Tot            | PF             | PS             | Vin     | Per     | Tot     | PF      | PS      | risultato | avversaria |
| -------- | -------------- | -------------- | -------------- | -------------- | -------------- | -------------- | ------- | ------- | ------- | ------- | ------- | --------- | ---------- |
| 2011     | 1              | 0              | 1              | 2              | 69             | 76             | -       | -       | -       | -       | -       | -         | -          |
| Totale   | 1              | 0              | 1              | 2              | 69             | 76             | -       | -       | -       | -       | -       |           |            |

Fonti: Sito Eurobowl.info Archiviato il 19 ottobre 2017 in Internet Archive. - A cura di Roberto Mezzetti;

## Cronologia
| - 1978 25 giugno Rhinos Milano-Frogs Busto Arsizio 34-0 È la prima partita di football italiano disputata in Italia tra squadre italiane dopo il torneo del 1977 di Viareggio organizzato da Bruno Beneck. - 1979-80 Prima squadra ammessa a partecipare ai Tornei Basi Nato - 1981 Serie A Campioni d'Italia (vs Frogs Gallarate 24-8) - 1982 Serie A Campioni d'Italia (vs Frogs Gallarate 11-0) - 1983 Serie A Campioni d'Italia (vs Warriors Bologna 20-14) - 1984 Serie A 4º posto Girone Nord - 1985 Serie A 3º posto Girone Est Quarti di finale (@ Panthers Parma 14-24)Campioni d'Italia Under 21 - 1986 Serie A 2º posto Girone Ovest Semifinale (@ Angels Pesaro 0-10) - 1987 Serie A 2º posto Girone B Quarti di finale (@ Seamen Milano 7-29) - 1988 Serie A 1º posto Girone Centro Semifinale (vs Warriors Bologna 13-20) - 1989 Serie A 4º posto Girone A Quarti di finale (@ Chiefs Ravenna 13-14) - 1990 Serie A Campioni d'Italia (vs Frogs Legnano 33-6) - 1991-1993 non ha disputato campionati - 1994 Fusione di Pythons Milano e Pharaones Milano e rinascita del team - 1994 Serie A 1º posto Girone B Finalista Superbowl (vs Frogs Legnano 27-37) - 1995 Serie A 3º posto Girone B Quarti di finale (@ Phoenix Bologna 14-32) - 1996 Serie A 5º posto Girone A - 1997 Serie A 3º posto Girone Ovest Wild Card (@ Lions Bergamo 13-21) - 1998 Serie A 3º posto Girone B - 1999-2001 non ha disputato campionati - 2002 Serie C (Fivemen) 5º posto nel Girone unico - 2003 Serie C - NWC 1º posto nel Girone unico Campioni NWC BOWL II (vs Chargers Novi Ligure 35-12) - 2004 Serie C - NWC 1º posto nel Girone A Finalista NWC BOWL III (vs Red Jackets Sarzana 7-22) - 2005 Serie B - 4º posto nel Girone Nord Quarti di Finale (@ Guelfi Firenze 0-25) - 2006 Serie A2 - 2º posto Girone NorthWestern (5º posto Ranking Nazionale Sauceda) Semifinale A2 (@ Hogs Reggio Emilia 0-42) - 2007 Serie A1 - 7º posto (record 1-6) - 2008 IFL - Serie A1 - 5º posto (record 4-6) - 2009 IFL - Serie A1 - 5º posto (record 4-5) - 2010 IFL - Serie A1 - 5º posto (record 4-4) - 2011 IFL - Serie A1 - 4º posto (record 5-4) - 2012 IFL - Serie A1 - 4º posto (record 8-3) Wild Card (vs Giants Bolzano 7-21) - 2013 IFL - Serie A1 - 7º posto (record 2-6) - 2014 IFL - Serie A1 - 7º posto (record 5-5) - 2015 IFL - Prima Divisione (ex Serie A1) - 4º posto Girone Nord (record 5-5) Semifinali (vs Seamen Milano 20-25) - 2016 IFL - Prima Divisione - Campioni d'Italia (vs Giants Bolzano 44-18) - 2017 IFL - Prima Divisione - 2º posto Finalisti Italian Bowl (vs Seamen Milano 29-37) - 2018 IFL - Prima Divisione - 5º posto (record 4-6) a pari merito con Dolphins Ancona e Guelfi Firenze (poi 7º posto per la classifica avulsa) - 2019 Seconda Divisione - 1º posto Girone A (record 8-0) 'Campioni Silverbowl (vs Pretoriani Roma 24-21) - 2020 IFL - Prima Divisione - stagione annullata causa COVID - 2021 IFL - Prima Divisione - 7º (record 1-7) - 2022 IFL - Prima Divisione - 8º (record 2-6) - 2023 IFL - Prima Divisione - 4º posto (record 4-4) Wildcard (vs. Skorpions Varese 7-17) - 2024 IFL - Prima Divisione - 7º posto (record 2-6) |

## Staff Tecnico Stagione 2025

### Head coach
- Luca Lorandi

### Offensive Coaches
- Luca Lorandi - Offensive Coordinator
- Marco Massironi - Offensive Line Coach
- Antonio Monza - Assistant Wide Receiver
- Francesco Righetti - Assistant Coach Runningback

### Defensive Coaches
- Chuck Howthorne - Defensive Coordinator
- Jack Gibson - Assistant Coach Defensive Line
- Massimo Coculo  - Assistant Coach Linebacker
- Avi Barth - Assistant Coach Defensive Back
- Carlalberto Capelli - Assistant Coach Defensive Back

### Special Teams Coaches
Jack Gibson - Special teams coordinator

### Direttore Sportivo
- Vittorio Colombo

### Team Manager
- Andrea Menechini

### Staff Medico
- Stefano Pengo - Medico sociale
- Eleonora Funaro - Fisioterapista
- Carlo Brevi - Preparatore Atletico

## Rinoceronti
I Rinoceronti Milano (o Rhinos B oppure Rhinos 2) sono stati per tre stagioni (2006-2008) il farm team dei Rhinos, squadra creata per far fare esperienza ai giocatori non a roster in prima squadra.
Nelle stagioni 2006 e 2007 i Rinoceronti hanno disputato i campionati di Arena football (2006) e serie B NFLI (2007), mentre nel 2008 hanno disputato il campionato di serie A2 della FIDAF. Nel 2011 partecipano invece al campionato Arena a 9 giocatori.
Dal 2012 la squadra non ha partecipato a nessun campionato.

## MVP
- Tony Nori, MVP del I Superbowl italiano
- Cornelius Thomas, MVP del II Superbowl italiano
- Gianluca Gerosa, MVP del III Superbowl italiano
- Fine Unga, MVP del X Superbowl italiano
- Nick Ricciardulli, MVP del XXXVI Italian Bowl

## Hall Of Fame
La Rhinos Hall of Fame serve per riconoscere i meriti sportivi e umani dei più grandi giocatori che, con le loro gesta, hanno creato il mito dei Rhinos Milano.
Possono farne parte, tutti coloro i quali abbiano contribuito in maniera considerevole a scrivere la storia dei Rhinos: atleti, allenatori e dirigenti.
| Nome                  | Classe | Ruolo      |
| Giovanni Colombo      | 2006   | Presidente |
| Francesco Guizzetti   | 2006   | Giocatore  |
| Gianluca Melegati     | 2006   | Medico     |
| Alessandro Trabattoni | 2006   | Giocatore  |
| Stefano Lollo Colombo | 2006   | Giocatore  |
| Alberto Vedovato      | 2007   | Giocatore  |
| Carlo Riccardi        | 2007   | Giocatore  |
| Lino Benezzoli        | 2007   | Giocatore  |

## Persone introdotte nella Hall of Fame Italy
- Giovanni Colombo, presidente, introdotto nel 2006
- Lino Benezzoli, quarterback, introdotto nel 2006
- Gianluca Melegati, presidente, introdotto nel 2006
- Stefano Colombo, Tight End, introdotto nel 2006